# Poul Henningsen
Poul Henningsen (9. september 1894 i Ordrup – 31. januar 1967 i Hillerød) var en dansk lampedesigner, arkitekt, revyforfatter, filminstruktør og samfundsrevser kendt under initialerne PH. Han var søn af forfatteren Agnes Henningsen og stedsøn til cand.mag., vicekonsul Mads Henningsen. Hans biologiske far var forfatteren Carl Ewald.

## Biografi

### Barn- og ungdom
PH blev født i 1894 officielt som søn af Mads og Agnes Henningsen, men var i virkeligheden resultatet af morens affære med forfatteren Carl Ewald. I 1895 blev moren skilt fra Mads Henningsen, efter at denne – som var rektor på Ordrup Latin- og Realskole – havde kysset en mindreårig elev.[kilde mangler] For en tid boede PH og mor hos sin biologiske far, der var gift og selv havde børn. Senere giftede moren sig med cand.jur. Simon Koch.
PH tog realeksamen 1910 og stod i murerlære. I årene 1911-17 gik han på Det tekniske Selskabs Skole og gik tre semestre på Polyteknisk Læreanstalt i 1914. Samtidig bedrev han malerstudier hos den fynske maler Johannes Larsen. PH var således – ligesom mange af samtidens oprørske og toneangivende arkitekter – ikke uddannet på Kunstakademiets Arkitektskole, men havde en håndværksbaggrund.
I 1919 blev PH gift med Else Strøyberg, et ægteskab der varede til 1942. I 1943 blev han gift med Inger Henningsen, der havde været hans sekretær og siden blev hans meddebattør og modsiger. I sit første ægteskab fik PH sønnen Simon P. Henningsen, der med tiden overtog farens hverv som arkitekt for forlystelseshaven Tivoli. Uden for ægteskab fik han Sten Hegeler, der blev en kendt psykolog.
PH var en hovedskikkelse inden for kulturradikalismen i 1930'erne. Allerede i 1920'erne havde han markeret sit samfundskritiske syn som redaktør og udgiver af tidsskriftet Kritisk Revy. 

### PH-lampen
PH havde egen tegnestue fra 1919, hvor bl.a. arkitekterne Hans Hansen og Mogens Voltelen arbejdede med rentegning af PH-lamperne. PH syntes, at elektriske pærer kastede et umuligt lys – enten var det altfor skarpt, eller også slugte skærme det meste af lyset. Han ønskede en lampeskærm, der sendte lyset ud i rummet med sin fulde styrke uden at blænde. PH-lampens tre skærme sikrer det. Han eksperimenterede sig i sit rækkehus frem til lampen oppe på loftet, hvor væggene var malet sorte. En barnevogn kunne køres frem og tilbage på skinner. På vognen stod et stearinlys på en papplade og lyste hen på et stykke papir med en fedtplet, som lyset skinnede gennem. PH kaldte det et fotometer og benyttede det til tusindvis af målinger af lysets styrke og kurver.
Gennembruddet kom, da en fælles ven, arkitekt Thorkild Henningsen, introducerede ham til Sophus Kaastrup Olsen, direktør for Louis Poulsen & Co.. Det blev starten på et livslang samarbejde. Kaastrup Olsen fik nogle belysningsarmaturer fremstillet og sendte dem til den internationale udstilling Arts décoratifs et industriels modernes i Paris i 1925. PH vandt top priser i alle seks klasser af belysningsarmaturer.
Forum blev indviet i 1926 med en biludstilling, hvor PH-lampen med glasskærme fik sin debut. Om PHs lamper, der oplyste lokalet, skrev B.T.: "- de hvide fugle, der fløj gennem kæmpehallen". Succesen var sikret, og PHs drøm opfyldt: han havde skabt et produkt, der kunne masseproduceres, og han blev en velstående mand.
Hans største succes blev PH5 – den, vi kender som PH-lampen (med metalskærme), men den blev dog først lanceret i 1958. Han designede også Koglen, Kuglen og Charlottenborgpendlen, der alle hænger på Designmuseum Danmark.
Han levede af indtægten fra sine berømte PH-lamper og brugte den frihed, det gav ham, til at skrive revyviser som Ølhunden, der blev sunget af Osvald Helmuth, og Gribe efter blanke ting (Man binder os på mund og hånd...), der handlede om den tyske censur, og som blev sunget af Liva Weel. Han indledte samarbejder med Bernhard Christensen og Kai Normann Andersen.
Poul Henningsen var, ud over at han så kubismen som sit stilideal ("demokratiets ægte klasseløse kunst"), funktionalist, ateist, kirkehader, fortaler for seksuel frihed og modstander af unødvendige ornamenter på bygninger. Alt skulle afspejle deres funktion. Det afspejles i en række bygninger i Danmark, som Poul Henningsen var arkitekt for; som hans egen villa ved Gentofte Sø. Fra 1941 var han arkitekt for forlystelseshaven Tivoli i København. Samtidig indtog han en unik moderat position, for allerede i sine skriverier i Kritisk Revy var han kritisk over for Bauhaus' "laboratoriearkitektur" og Le Corbusier. Han anbefalede i stedet en gylden middelvej og banede dermed vejen for den moderate skandinaviske funktionalisme.

### Danmarksfilmen
Han lavede i 1935 en Danmarksfilm, den meget omtalte danske dokumentarfilm med det oplagte navn Danmarksfilmen. Den er et hverdagsbillede af Danmark i 1930'erne og var bestilt af Udenrigsministeriet for at åbne udlandets øjne for Danmark som turist- og industriland. Producenten var Poul Eibye, som havde været filmfotograf hos Peter Elfelt og været tilknyttet Nordisk Film. 29. april 1935 havde Danmark forpremiere for pressen og særlige indbudte i Palads Teatret i København. Bortset fra positive anmeldelser fra Social-Demokraten og Arbejderbladet vakte filmen forargelse – ikke mindst sammenklipningen af billeder: en overvældende række gæster til Amalienborg ser ud til at stige ud af den samme bil. Straks efter ses en overvældende række Tuborg-flasker på et samlebånd.
4. juni 1935 blev der afholdt et møde om filmen på Christiansborg ledet af udenrigsminister Peter Munch. Hverken PH eller Eibye var inviteret. Efter en del diskussion lovede Udenrigsministeriet at bidrage med 6.000 kr, hvis atten af filmens 120 scener blev fjernet, blandt andet et klip med en pløjende landmand i korte bukser. Bernhard Christensens "negermusik" skulle udskiftes med den danske "sangskat", som Holger Drachmanns Midsommervise. Der blev efter krav fra Industrirådet indlagt klip fra en kunstindustriudstilling. Den reviderede udgave fik premiere i Odenses "Fønix-teater" 18. november. Den blev senere forkortet.
Ingen af de to versioner fandtes i 1962. Filminstruktør Børge Høst præsenterede en rekonstruktion, der står originalen meget fjernt. Dels var censurerede klip forsvundet, dels brugte han klip, der ikke hørte til i originalen, men som Høst bevarede, fordi lydsporet ellers ville være for langt. Senere dukkede både en originalkopi af Danmark op i filmarkivet hos Landbrugets Rådgivningscenter og en nitratfilm i Det Danske Filminstituts arkiv.

### Kampen mod nazismen
I 1930'erne advarede PH mod nazismen – og stalinismen. Han udgav bogen Hva' mæ kulturen? (1933), som var en skarp kritik af det kulturelle miljø i Danmark. Han langede især ud efter socialdemokraterne, hvis kulturpolitikere han anså for dovne og uambitiøse. Han sluttede bogen med et lille rids af den tyske kulturpolitik og advarede mod den latente fascisme, han sporede i den hjemlige kulturpolitik.
Under krigen nedtonede han sin direkte kritik af nazismen, men var alligevel under overvågning, og alle hans tekster var underlagt censur. 30. september 1943 flygtede han og hustruen Inger i en robåd, til Sverige, hvor han fortsatte sin skribentvirksomhed. Med i båden var også arkitekten Arne Jacobsen og hans kæreste, samt en ung ingeniør, Herbert Marcus, der ligesom Jacobsen var jøde og derfor var tvunget på flugt. Herbert Marcus var kaproer og fik besked om at møde op, men vidste ikke på forhånd, hvem han skulle ro til Sverige.
Det var på høje tid, for det viser sig, at en terrorgruppe under løjtnant Wilfred Petersens alternative nazistparti havde planlagt at indebrænde Poul Henningsen og familie i hans rækkehus i Ordrup. Litteraten Hans Hertel opdagede tilfældigvis et avisklip, der kædede Poul Henningsens flugt sammen med en landsforrædersag fra 1947, og sagen fremgår af Hertels bog, som udkom i 2012. I 1948 mødte en ung mand op på Poul Henningsens adresse. Hertel har identificeret ham som den dengang 25-årige Johannes Lahn, der var med i Wilfred Petersens gruppe, og Lahn berettede til PH, at han og et par kammerater i 1943 havde planlagt mordbranden på Henningsen og familie. Motivet for det planlagte angreb kan måske være, at PH i Dagmarrevyen på Rådhuspladsen havde hånet nazilederen Wilfred Petersen.
Inden PH flygtede, hørte han, at Forum sprængtes i luften og fandt som skæbnens ironi en stump afsvedet PH-lampe blandt de ødelagte genstande på gaden. Sabotører havde smuglet trotyl ind i hallen, der blev helt raseret.

### De sidste år
Efter krigen var han fortaler for en menneskelig behandling af de tyske flygtninge. Han markerede sig også som antikommunist, hvilket ligeledes var kontroversielt i efterkrigsårene, hvor Danmarks Kommunistiske Parti oplevede stor tilslutning. "PH vendte tilbage til Danmark og udfordrede fire brandfarlige områder på én gang: retsopgøret, flygtningepolitikken, demokratiet og kommunismen," udtaler Hans Hertel.
Han fortsætter: "Endnu i 1943-44 mente PH, at Rusland var åbent for selvkritik, men man ser hans kommunismekritik pible frem. I Lund i marts 1945 sagde han, at den aktuelle sympati for Sovjetunionen 'ikke er moralsk mere værd end for Nazityskland i sin tid'.".
PH blev ramt af Parkinsons sygdom og donerede sit legeme til lægevidenskaben. Hans præserverede torso indgår i præparatsamlingen på Panum Instituttet, hvor medicinstuderende undervises i anatomi. Gennemført funktionalisme.
Fra 1963 var PH medlem af Det Danske Akademi.
I 1964 henvendte det svenske typehusfirma Myresjöhus sig til PH med ønsket om, at han måtte tegne et sommerhus på maksimalt 50 m2, der kunne masseproduceres. Han tog opgaven på sig på den betingelse, at han selv måtte få et hus gratis, hvilket også skete. Det blev opført i Gammel Skagen samme år og senere overtaget af hans svigerdatter, Bente Henningsen.
"Arbejdet tog 24 døgn, fra Pouls tegninger var færdige, til sengene var redt. Prisen med helårsisolering, elvarme og alt udstyr var beskedne 28.700 kr. Det morede Poul at prøve, 'hvor afvekslende en melodi, der kan spilles på så få tangenter'. Med sin teltform, sit grå eternit og træværket bejdset med solignum i drivtømmer-toner kunne lillehuset minde om gamle sømærker på toppen af Sandklitterne. Skagenselskere med stråtag og gulkalk i hjerterne døbte det straks 'Forargelsens Hus', og lokummet var rigtig nok fritstående, fordi kommunen ikke tillod træk og slip."
Uvist hvorfor blev det seriefremstillede og billige sommerhus ikke en succes; på trods af positiv omtale i Bo Bedre. Der blev kun opført tre huse – PHs eget i Skagen, et i Vejby Strand og et i Jylland.
Kort efter hans død stiftedes PH-fonden med Inger Henningsen som formand. Den indstiftede PH-prisen til minde om Poul Henningsen.

## Møbeldesign
Poul Henningsen er mest kendt for de mange ikoniske PH Lamper, men han designede også en lang række møbler mellem 1919 og frem til midten af 1950’erne. Der er ikke en fuldstændig oversigt over de mange møbeldesign, men der er identificeret mere end 60 forskellige udgaver af møbler og andre interiørprodukter. Poul Henningsen forbindes med stålrørsmøbler med de fleste design er træmøbler. PH møblerne blev aldrig sat i egentlig serieproduktion, og der eksisterer derfor i dag ingen eller kun få af de gamle udgaver.
I dag er udvalgte designs af Poul Henningsen sat i ny produktion af det danske selskab ToneArt Interior ApS (PH Furniture), der på vegne af familien efter Poul Henningsen besidder de eksklusive rettigheder til at producere og markedsføre alle PH møbler.  
Kollektionen af PH møbler såvel som af musikinstrumenter designet af Poul Henningsen er dokumenteret og illustreret i bogen: PH Furniture & Pianos - The Revival of Poul Henningsen Design Classics. Bogen blev udgivet i 2020.
Kollektionen af nye PH møbler består af:
- PH Sminkebord, 1919. PH Sminkebordet blev designet af Poul Henningsen i 1919, hvor han kun var midt i tyverne og endnu ikke havde påbegyndt designet af de ikoniske og senere så udbredte PH lamper. Det blev designet til en privatkunde på Frederiksberg og udført med en kraftig sondring mellem det bærende og det bårne. Hele 8 slanke ben holder det lette kabinet med 4 skuffer og et midterkonsol med indbygget spejl, der kan slås op ved brug. Skufferne er monteret med markante greb udført i messing.
- PH Træskammel, 1920. PH Træskamlen blev udført sammen med det øvrige sortiment af en lang række PH møbler til et bryllupspar i 1920. PH træskamlen fås som flere af de øvrige træmøbler designet af Poul Henningsen med enten de rokoko-formede træben eller messingben.

- PH Den Lille Kommode, 1920. Poul Henningsen designede den lille kommde uden ryg men med de tynde paneler også på den modsatte side af, hvor man åbner skuffe eller låge. Derved kan kommoden blive placeret også frit i et rum i stedet for den traditionelle placering op mod en væg. Kommodens fokus er at være køn, men lige så væsentligt at fastholde funktionaliteten. Den yder præcis det, der forventes. PH havde en præference for stærke, primære farver og brugte dem ofte i sine møbeldesigns. Derfor er det også muligt at få kommoden i mange forskellige farver & trækombinationer, ligesom den kan beklædes med læder på panelerne. PH’s lille kommode blev i den første udgave tilbage i 1920 udført med en sprøjtelakering i en rød farve.
- PH Den Store Kommode, 1920. Poul Henningsen designede den store kommode til et dansk bryllupspar tilbage i 1920. PH Kommoden er designet med henblik på at få den til at se let og elegant ud til trods for størrelsen. Det er gjort bl.a. gjort ved hjælp af kommodens slanke ben, som kun lige akkurat har berøring med selve kroppen på kommoden. Det giver en stærk sondring mellem det bårne og det bærende - og det tilfører visuelt et let design til en stor kommode. Poul Henningsen designede den store kommode med træben, der har et rokoko-lignende udtryk, og som står i kontrast til den rektangulære facon og det stramme udtryk på selve kroppen. Samtidig blev de første modeller til bryllupsparret - sammen med alle de øvrige møbler, som PH designede til et fuldt interiør - udført med messing ben, der står som slanke stilletter. Ligesom den lille kommode, er den store kommode udført, så den kan placeres alle steder i et rum, uden at miste sit værd
- PH Det Store Sminkebord, 1920. Poul Henningsen troede på, at funktionaliteten af et produkt var essentielt for et godt design. Det ses tydeligt med det store PH Sminkebord. Det er designet med 5 dybe skuffe og et indbygget spejl. Når det ikke er i brug, kan spejlet blive foldet ned, så at man kan bruge bordet som et konsol bord eller skrivebord. PH Det store Sminkebord fås med massive messingben, hvor knoppen på benet er hævet lidt over gulvhøjde således, at benet står med et smalt stykke som en anden stilethæl.
- PH Skabet, 1921. Poul Henningsen ville med PH Skabet fra 1921 skabe et værk som man altid kunne fremvise. PH Skabet er opbygget i 3 store dele, hvor man kan gemme ting væk, men også har en mulighed for at fremvise det funktionelle opbevaringsbehov på en elegant facon. Privatliv var også taget i betragtning, så PH tilføjede en lås på hver at lågerne. Det store PH Skab fremstår visuelt som en slank krop med de smalle paneler på både låger og sider.

- PH Slangestolen, 1932. PH Slangestolen er nok PH’s mest kendte og afbillede design-ikon blandt de utallige varianter af møbler, som PH designede over årene. Det er ikke uden grund. PH Slangestolen er en skulptur og et kunststykke. Slangestolen består af kun et langt rør, der med spiralbevægelsen fra fod, over sæde og til ryg afføder det helt karakteristiske, dynamiske træk i Poul Henningsens design, hvad enten det gælder møbler, flygler, lamper, huse og udstillingsarkitekturen. Ligesom i den internationale modernismes formsprog repræsenterer PH-spiralen den nye tekniske verden, ’maskinealderen’ og det moderne frigjorte menneske i dynamisk bevægelse mod fremtiden. Som var den en mekanisk fjeder drejer den cirkulære taburet sig op fra gulvet, og når man sidder på den genkaldes slangehovedets bevægelser fra side til side. Som en finurlig men ikke uvæsentlig detalje er stålrøret bøjet imod urets retning. PH Slangestolen var del af en større kollektion af stålrørsmøbler, som Poul Henningsen præsenterede ved datidens Købestævne i Fredericia i 1932. Grundet PH Slangestolens innovative og distinktive karakter af elegante former bliver den set på med stor interesse og er betragtet som en af de danske design ikoner, der også er en del af den permanente udstilling på Designmuseum Danmark i København. De første udgaver af PH Slangestolen blev formet og bøjet i hånden af stærke smede, og manglen på produktionsteknologi gjorde, at den på tidspunktet for designet aldrig blev sat i serieproduktion. Selv i dag er det en meget betydelig udfordring at PH Slangestolen såvel som PH Slangetaburetten, men en enkelt fabrik i Schweiz er i dag i stand til at serieproducere PH Slangemøblerne med små tolerancer og på grundlag af det originale design.
- PH Slangetaburetten, 1932. Spiralbevægelsen er en stadigt genkommende, dynamisk figur i Poul Henningsens design, i både møblerne, lamperne, husene og udstillingsarkitekturen. Ligesom i den internationale modernismes formsprog repræsenterer PH-spiralen den nye tekniske verden, ’maskinalderen’ og det moderne frigjorte menneske i dynamisk bevægelse mod fremtiden. Som var den en mekanisk fjeder drejer den cirkulære taburet sig op fra gulvet. I selskab med PH Slangestolen er PH slangetaburetten et af de mest genkendelige designs fra Poul Henningsen. PH Slangetaburetten står permanent på Designmuseum Danmark sammen med de andre klassikere fra Poul Henningsen såsom PH Flyglet, PH Slangestolen såvel som de ikoniske PH Lamper. Poul Henningsen er citeret for at sige: “Vi ønsker ikke en ny form, medmindre den er dikteret af målet”. Denne måde at tænke på ledte ham til hans designs af både PH Slangestolen and PH Slangetaburetten. Det er bemærkelsesværdigt, at stålrøret på PH Slangetaburetten såvel som på PH Slangestolen er bøjet imod uret. Det var ikke muligt i 1930’erne at lave en serieproduktion af PH Slangetaburetten, og den blev aldrig sat i nogen serieproduktion i Poul Henningsens levetid.
- PH Lænestolen, 1932. Det ergonomiske design af PH Lænestolen og det ophængte sæde- og rygstykke appellerer til ro for kroppen og mulighed for hvile, fordi sæde og ryg former sig efter brugeres krop. PH Lænestolen stel består (næsten) af kun eet langt stålrør bøjet i generøse linjer, der giver stolen et let udseende, fri for samlinger. Konstruktionen lever op til Poul Henningsens forventninger om, at der måtte være bekvemme møbelformer, som var lettere og billigere at fremstille i stålrør end i træ. Her optræder frie citater fra både det søjlebårne empirebord, wienerstolene i dampbøjet træ og den gamle engelsk-amerikanske jerngyngestol. Hvor røret møder gulvet danner de to konkave cirkeludsnit en dekorativ effekt, men løsningen var også praktisk tænkt. Poul Henningsen havde ved de udenlandske typer set, hvordan stålrørene og deres forkromninger blev trådt på og slidt igennem, når modellernes lange lige stålrør på gulvet dannede stolens ydre kontur. PH Lænestolen er at betragte som et klassisk dansk designikon, hvor et gammelt eksemplar blev erhvervet på auktion af Designmuseum Danmark for et par år siden til et stort beløb. Der er formentlig kun en meget lille antal prototyper tilgængelige, og de blev oprindelig udført i hånden i 1930’erne.
- PH Pavestolen, 1932. I sit bevidste valg af svajede og bløde forløb frem for de regulære og vinklede, gik Poul Henningsen i en overraskende dialog med møbler fra 1800-tallet. Ud af kun to lange, dramatisk bøjede stålrør opstår PH Pavestolens svungne kurver, og bagtil under sædet sammenknyttes de og danner stængel-agtige ben. Formen på PH Pavestolens ben-stel har en slående lighed med træets rødder, der gror ud og forgrener sig i stolens fyldige sæde og ryg. Et lignende design på ben-stellet kan findes på PH Armstolen og PH Sofabordet. Ryglænet på PH Pavestolen er tydeligvis udført med samme design som pavens hat, og Poul Henningsen navngav stolen i overensstemmelse med det specifikke design. Ved at give sine modeller et humoristisk navn individualiserede Poul Henningsen stolen og styrkede erindringsværdien. Dermed indledte han også den ’døbende’ praksis, vi kender fra bl.a. Finn Juhls Høvdingestol (1949) og Arne Jacobsens Myren (1952), og som i så meget af PH’s design var han også på dette felt forud for sin tid og satte dagsordenen.
- PH Armstolen, 1932. PH Armstolen blev præsenteret sammen med kollektionen af øvrige stålrørsmøbler i 1932 på Købestævnet i Fredericia, der var datidens industrimesse. PH Armstolen er konstrueret med de stærkt svungne kurver og stængel-agtige ben på samme vis som PH Pavestolen. De store armlæn med svajede og bløde kurver karakteriserer derudover PH Armstolen.

- PH Stolen, 1932. PH Stolen er tidløst formet af to stykker stålrør, der hviler på hinanden i et enkelt punkt. PH Stolen blev lanceret på datidens industrimesse, Købestævnet i Fredericia i 1932 sammen med de øvrige stålrørsmøbler fra Poul Henningsen. Poul Henningsen havde i 1929 generelt afvist den internationale designavantgardes nye industrielle stålrørsmøbler som ’noget vrøvl’. Han dæmpede dog polemikken, og på Købestævnet i Fredericia blev hans alternative modeller den store forkromede sensation. Sammenlignet med de udenlandske, mere firkantede typer ligger originaliteten i hans design i stålrørenes behageligt glidende eller stærkt svungne forløb – i foreningen af det køligt skinnende og industrielle med et organisk touch. Poul Henningsens tidlige indsats som stålrørenes slangetæmmer øgede interessen for danske og internationalt designede stålrørsmøbler på det danske marked. Alligevel herskede der dengang generel skepsis over for de modernistiske stålmøbler og sammen med den utilstrækkelige produktionsteknologi til at sikre en serieproduktion, blev stålrørsmøblerne ikke sat i egentlig produktion udover nogle prototyper. Poul Henningsen skelnede skarpt mellem arbejde, spisning og fritid, og PH skabet PH Stolen med tanke på den funktion og opgave, som den skal løse. Poul Henningsen gjorde sig den betragtning, at brugeren ikke nødvendigvis skulle sidde komfortabelt, men sidde med funktionen for øje. PH Stolen sikrer en opret siddeposition, der muliggør fokus på indhold og dialog ved mødebordet og opmærksomhed på måltidet og samværet med folk omkring spisebordet.
- PH Sofabord, 1932. PH Sofabordet med et stel i stålrør blev præsenteret i 1932 sammen med en større kollektion af stålrørsmøbler designet af Poul Henningsen. Poul Henningsen havde i 1929 generelt afvist den internationale designavantgardes nye industrielle stålrørsmøbler som ’noget vrøvl’. Han dæmpede dog polemikken, og på Købestævnet i Fredericia i 1932, hvor PH stålmøblerne første gang vistes offentligt, blev hans alternative modeller den store forkromede sensation. Sammenlignet med de udenlandske, mere firkantede typer ligger originaliteten i hans design i stålrørenes behageligt glidende eller stærkt svungne forløb – i foreningen af det køligt skinnende og industrielle med et organisk touch.
- PH Skrivebord, 1935. PH Skrivebordet blev designet af Poul Henningsen i 1935, og der er så vidt vides ikke nogen gamle eksemplarer på markedet. Det er et mesterstykke i design og funktionalitet. PH Skrivebordet er udført med et stålrørsstel med de karakteristiske svungne kurver og bløde forløb, som det ses på de øvrige stålrørsmøbler, som PH præsenterede nogle år forinden i 1932. I gamle artikler står det anført, at det første eksemplar af PH Skrivebordet blev udført med en højglanspoleret rød bordplade samt 6 svingskuffer, der kan beklædes med læder.
- PH Spisebord, 1937. PH Spisebordet er udført med ben i forkromede stålrør, der kendes fra hele kollektionen af stålrørsmøbler, som Poul Henningsen havde præsenteret nogle år førend designet af PH Spisebordet i 1937. Stålrøret er kendetegnet ved, at det har en let udposning for neden på benet, hvor det afsluttes med en lille halvkugle, der møder gulvfladen. Det er bordet uden bordende eller høvding, idet der er placeret bordben i de to ender af bordplader. Det er således helt i tråd med Poul Henningsens demokratiske tanke og ønske om at sikre ligeværdighed ved spise- og mødebordet og for at fremme dialogen mellem ligeværdige deltagere.
- PH Cirkelbord, 1937. PH Cirkelbordet er designet og det første eksemplar udført i samme år som Poul Henningsen designede PH Bueflyglet, og benene på bordet er designet og udført på samme vis som de 3 ben på PH Bueflyglet. Det enkelte ben tager sit udspring i et tvedelt greb, og gennem hele benet løber en udskæring, der bryder det runde ben, som det kendes i bl.a. kollektionen af PH’s stålrørsmøbler. På tilsvarende vis som med PH Spisebordet, så er PH Cirkelbordet et bord uden høvding eller bordende. Det er bordet, hvor alle ved bordet er ligeværdige.
- PH Spejlet, 1939. Det blev i flere årtier produceret af lampeproducenten Louis Poulsen, men de overdrog siden rettighederne til selskabet ToneArt Interior (PH Furniture), der har rettighederne til alle møbler designet af Poul Henningsen. PH Spejlet fremstilles i flere størrelser og i forskellige malede udgaver og med de traditionelle farver, der kendes fra PH lamperne, der produceres af Louis Poulsen. Samtidig bliver de fremstillet med forskellig metal finish og herunder i messing og kobber, hvor der for nogle år siden blev solgt tre gamle udgaver i kobber på en international auktion for et stort beløb. PH Spejlet er en fusion af PH’s mestring af lyset og evne til at skabe funktionelt interiør. Den indirekte belysning i skærmens parabol tilfører stor funktionalitet til spejlet såvel som en belysning i rummet.
- PH Øksebord, 1954. Poul Henningsen tog i begyndelsen af 1950’erne en tur til Canada og kom hjem med økseskafter, som han anvendte som bordben til det, der blev til øksebordet. Der anvendes i alt 8 økseskafter til den runde bordplade. Det blev oprindelig udført til Hotel Marienlyst, og det blev konstrueret med en PH lampe i midten af bordet, der gav belysning på bordpladen samtidig med, at bordets gæster kunne se hinanden henover lampen, der i øvrigt var monteret med 3 knopper foroven på skærmen således, at man kunne placere smørrebrødsfadet på toppen af lampen. I dag producerer lampeproducenten Louis Poulsen en særlig udgave af PH Bordlampen specielt til de nye PH Økseborde, der som de gamle udgaver udføres med 8 økseskafter.

## Pianodesign
Poul Henningsen designede en række klaverer og flygler i 1930’erne. I dag er kollektionen af udvalgte PH klaverer og flygler sat i produktion af selskabet ToneArt A/S (PH Pianos). Selskabet har de eksklusive rettigheder for hele verden til på vegne af familien efter Poul Henningsen at producere og markedsføre alle musikinstrumenter designet af PH. Kollektionen af PH klaverer og flygler er dokumenteret og illustreret i bogen: PH Furniture & Pianos - The Revival of Poul Henningsen Design Classics. Bogen blev publiceret i marts 2020.
Kollektionen dækker 4 musikinstrumenter:
- PH Flyglet, 1930. PH Flyglet eller på engelsk PH Grand Piano blev designet af Poul Henningsen i 1930. Det var for datiden et banebrydende design for et flygel, og PH Flyglet skiller sig til stadighed ud som et unikt musikinstrument og dansk designikon. En gammel udgave af PH Flyglet står placeret på den permanente udstilling på Designmuseum Danmark. Poul Henningsen udtalte om designet, at han ikke ønskede at følge nogen mode, hvorfor der heller ikke er andre linjer på flyglet end de naturlige, og han understregede, at han ønskede at trænge gennem det smagsmæssige møbel og ind til det ganske smagløse instrument, der med Poul Henningsens egne ord er en skønhedsåbenbaring af teknik, tradition, opfindsomhed og håndværk. Derved er designet af PH Flyglet i særlig grad en manifestation af funktion over form. PH Flyglet kan for nogen virke provokerende, men Poul Henningsen ønskede med designet at fremhævet instrumentet og skrælle det væk, der stammer fra ”fagfolk og klodrianer”, hvorved han sigtede til arkitekter og kunsthåndværkere. Videre skriver Poul Henningsen i en artikel fra 1931 i tidsskriftet EPOKE, at instrumentet skal afspejle klaverbyggerens arbejde – altså funktionen – og ikke en ”tilfældig forbipasserende kommodemagers”, som han udtrykker det. Et par enkelte udgaver af PH Flyglet bliver i dag på vegne af det danske selskab ToneArt (PH Pianos) produceret af den højtestimerede tyske klaverfabrik Blüthner i Leipzig.
- PH Pianette, 1935. Det lille pianette blev designet af Poul Henningsen i 1935. Oprindelig blev det udført af den danske klaverproducent, Andreas Christensen, der indstillede produktionen for flere årtier siden. PH Pianettet blev oprindelig produceret med den såkaldte akustiske spinet teknik, der ikke længere er i produktion, og nye modeller bliver derfor udført med digital teknik. Kabinettet udføres som de gamle modeller med en kombination af træ, metal-lameller på fronter og kanten beklædt i læder.
- PH Bueflyglet, 1937. Det er mindre kendt end PH Flyglet med glaslåg, men PH Bueflyglet er nu også sat i produktion af firmaet bag de øvrige PH pianoer og PH møbler. Det fremstår med smukke organiske materialer og en formgivning i et lyst og let skandinavisk formsprog i modsætning til det traditionelle og mere tunge, sorte flygel. I modsætning til det ikoniske PH Flygel med glaslåg fremstår PH Bueflyglet med et langt mere diskret design, hvor buerne på låget har en slående lighed med Operahuset i Sydney, som den danske arkitekt Jørn Utzon designede flere årtier efter PH Bueflyglets tilblivelse. Ligheden med Operahuset i Sydney understreger dermed også de musikalske og akustiske kvaliteter af dette unikke flygel, der produceres i absolut højeste kvalitet.
- PH Klaver, 1939. Poul Henningsen designede i 1939 PH Klaveret som det sidste i serien af flygler og klaverer. PH Klaveret er karakteriseret ved den ”runde mave” eller front i modsætning til de traditionelle klaverer. Det blev oprindelig udført i træ eller i en kombination af træ, metal og læder på kanten, som det også kendes fra PH Flyglet.

## Tidslinje
- 1918 skribent i bladet Vor Tid
- 1921-1938 knyttet til dagbladet Politiken
- 1926 tegnede han PH-lampen
- 1926-28 udgav han tidsskriftet Kritisk Revy
- 1931 Udstillede Andreas Cristensen PH-flyglet i Forum
- 1933 udsendte han på Mondes forlag Hvad med Kulturen
- 1932 fik til opgave af Udenrigsministeriet at producere en ny Danmarksfilm, færdig 1935.
- 1937 Begynder at skrive revyer.
- 1943 I forbindelse med 2. verdenskrig flygter PH til Sverige
- 1947-50 arbejdede for Dagbladet Information
- 1950-60 arbejdede på Social-Demokraten
- 1956-59 udgav han Kærlighedens Billedbog i 4 bind, der var en slags erotikkens kulturhistorie.
- 1960 vendte han tilbage til sin gamle avis, Politiken
- 1961-62 Udgav Erotikkens Historie i 3 bind, der endte med at blive banebrydende for legaliseringen af pornografien.
- 1964 redaktør på forbrugerbladet Tænk

Efterkrigstiden blev desuden brugt på en betydelig bogproduktion:
- Springende Vers (1951)
- Livas Regeringstid (1952)
- Alvorlig Sjov (1953).

## Arkitekturværker
- Klub- og bådehus for Danske Studenters Roklub, Svanemøllen, København (1919, nedbrændt 1936)
- Bispegaarden, Borups Allé/Stefansgade (1920, sammen med Kay Fisker)
- Pilegårdsvej 1, Rudkøbing (1921)
- Pilegårdsvej 2, Rudkøbing (1922)
- Etageboligbebyggelse, Sankt Kjeldsgade/Jagtvej, København (1924)
- Dronninglunds avlsgård (1926)
- Krusågade 5-9 (1927, sammen med Hakon Stephensen)
- Villa, Høyrups Allé 39, Hellerup (1930, ombygget)
- Henne Mølle Å Badehotel (1935)
- Villa for maleren Vilhelm Lundstrøm, Solvænget 12, København (1935)
- Villa, Gyldenholm Allé, 18, Gentofte (1935, sammen med Hans Hansen)
- N.L. Dehn's Dampvaskeri, Søborg (1936, nedrevet 1997)
- Eget hus, Brogårdsvej 72, Gentofte (1937, fredet 1995)
- Villa Strøyberg, Vestermarksvej 4, Hasseris (1939-1940, tapeter af Bent Karlby)
- Muslingeskallen i Tivoli, København (1941-42, fjernet 1949)
- Engbakkevej 22, Charlottenlund (1942, ombygget)
- Buddingevej 99, Gladsaxe (1942, vennetjeneste)
- Bro over søen i Tivoli, København (1943, nedtaget 1945)
- Parterrehaven i Tivoli, København (1943, sammen med G.N. Brandt)
- Ombygning af Glassalen i Tivoli, København (1943)
- Ombygning af Lager- og Handelsarbejdernes Forbunds hus, Vodroffsvej, Frederiksberg (1947)
- Børneinstitution til Dehns Vaskeri, Søborg (1948)
- Ombygning af bondehus til eget brug, Usserød (1948)
- Baunegårdsvej 79, Gentofte (1950)
- Stampevej 13, Usserød (1950)
- Ombygning af Georg Bestles villa Strandridergården, Vedbæk Strandvej 506, Vedbæk, tegnet 1897 af Thorvald Bindesbøll til rekreationshjem for børn (1953)
- Tilbygning af havestue til Stenholm, Strandvejen 290 A, Skovshoved (1955)
- Genopbygning af Glassalen, Tivoli, København (1956)
- Ombygning af Alléscenen, Frederiksberg Allé, Frederiksberg (1959)
- Type-sommerhus for Myresjöhus:
  - (eget sommerhus) Gammel Skagen (1964)
  - Dyssevænget 8, Vejby Strand (1965)
  - Møllevej 8, Varde til arkitekt maa, arkæolog (mag.art.), radiotelegrafist Knud Jepsen Krogh og organist, kantor Ingeborg Krogh[kilde mangler]
- Sommerhus, Odinsvej 3, Vejby Strand (1966)

## Sange
- "Ølhunden" (1929, fra revyen Paa Ho'det)
- "Ta' og kys det hele fra mig" (1932, mel. Bernhard Christensen, fra revyen Paa Halen)
- "Den offentlige Mening" (1933)
- "Færdsel" (1935, mel. Bernhard Christensen, fra Danmarksfilmen)
- "Sproget" (1936, mel. Bernhard Christensen)
- "Byens Lys" (1937, mel. Bernhard Christensen, fra revykomedien Op og ned med Jeppe)
- "Begynd Dagen med en Sang" (1937, mel. Bernhard Christensen)
- "Man binder os paa Mund og Haand" (1940, mel. Kai Normann Andersen, fra revykomedien Dyveke)
- "I dit korte liv" (1941, mel. Kai Normann Andersen, fra Dagmar Revyen)
- "Der var engang en Abe" (1948, mel. Bernhard Christensen)
- "Ulandsvise" (1961, mel. Bernhard Christensen)
- "Månen er rund"
- "Humanistvise" (mel. Bernhard Christensen)
- "Fandens oldemor" (mel. Tim Spencer)
- "Een verden"
- "Kains Vise"
- "De gratis Glæder"
- "Kartoffeltyven" (mel. Bernhard Christensen)
- "Nu sner det (Nu sner det, nu sner det)"
- Berlinervers

## Møbler og lamper
- PH Den Lille Kommode (1920)
- PH Den Store Kommode (1920)
- PH Det Store Sminkebord (1920)
- PH Skabet (1920)
- PH-lampen (1925)
- PH-flyglet (1930)
- PH Slangestol (1932)
- PH Slangetaburet (1932)
- PH Lænestolen (1932)
- PH Pavestolen (1932)
- PH Armstol (1932)
- PH Stolen (1932)
- PH Loungebord (1932)
- PH Skrivebordet (1935)
- PH Pianette (1935)
- PH Spisebordet (1937)
- PH Cirkelbordet (1937)
- PH Bueflygel (1937)
- PH Spejlet (1939)
- PH Øksebordet (1954)
- PH 5 (1958)
- PH Koglen (1958, opr. designet til Langeliniepavillonen)
- Charlottenborg-pendlen

## Galleri
- Spirallampe (1942)
- Poul Henningsens private flygel
- PH lampe (1941)
- Kontrastlampe (1962)

## Flygler
Ud over lampe-designs og møbler har PH også designet flygler og specielt ét flygel er i dag verdenskendt for dets unikke design. Flyglet bliver i dag produceret af Copenhagen Piano i samarbejde med Blüthner.
Flyglet blev præsenteret på udstillingen Dit Hjem i Forum den 1. oktober 1931 af Andreas Christensen som et flygel, model PH. Allerede dengang vakte PH flyglet stor begejstring.
En dansk producent købte rettighederne til at genoptage produktionen i samarbejde med Copenhagen Piano og Blüthner og flyglet er i dag i produktion igen. Målet med at genoptage produktionen er, at forene design og lyd. Lyden er væsentlig forbedret i den nuværende produktion af flyget, da alle flygler fremstilles hos den førende tyske producent Blüthner ved Leipzig. Det er dansk design i verdensklasse og flyglet er med til at sætte Danmark på verdenskortet, når det gælder kunst. I dag bruges flyglet som salonflygel og til mindre koncerter og har fået verdensomspændende anerkendelse, specielt i Kina.